# Ekaterina Matlașova
Ekaterina Andreevna Matlașova (în rusă Екатерина Андреевна Матлашова n. 25 septembrie 1994, în Astrahan) este o handbalistă din Rusia care a evoluat pe postul de pivot pentru clubul românesc SCM Craiova din mai 2020 până în ianuarie 2021 și echipa națională a Rusiei.
Matlașova a evoluat pentru naționala de handbal feminin a Rusiei la Campionatul Mondial din 2017.

## Palmares
- Cupa EHF:
  - Semifinalistă: 2014
  - Sfertfinalistă: 2013, 2019
  - Optimi: 2012
  - Grupe: 2018
  - Turul 3: 2020

- Campionatul Rusiei:
  -  Medalie de bronz: 2019

- Supercupa Rusiei:
  -  Finalistă: 2018